# Duck Hole
Duck Hole är en sjö i Australien. Den ligger i delstaten Western Australia, omkring 1 800 kilometer nordost om delstatshuvudstaden Perth. Duck Hole ligger 99 meter över havet. Arean är 0,16 kvadratkilometer. Den sträcker sig 0,8 kilometer i nord-sydlig riktning, och 0,5 kilometer i öst-västlig riktning.
Trakten runt Duck Hole består i huvudsak av gräsmarker. Trakten runt Duck Hole är nära nog obefolkad, med mindre än två invånare per kvadratkilometer. Genomsnittlig årsnederbörd är 806 millimeter. Den regnigaste månaden är januari, med i genomsnitt 268 mm nederbörd, och den torraste är augusti, med 1 mm nederbörd.